# Vicente Walde Jáuregui
Vicente Walde Jáuregui (28 de noviembre de 1949) es un abogado y exmagistrado peruano.

## Biografía
Estudió Derecho en la Universidad Nacional Mayor de San Marcos, en la cual obtuvo el grado de Bachiller en 1973 y el título de Abogado en 1974. Obtuvo una Maestría en Derecho del trabajo y un Doctorado en Derecho y Ciencia Política en la misma casa de estudios. Realizó cursos y programas de especialización en Derecho Constitucional en la Universidad Carlos III de Madrid y en la Universidad Peruana de Ciencias Aplicadas.

### Carrera judicial
Comenzó como Juez de Primera Instancia en el 18º Juzgado de Primera Instancia en lo Civil de la Corte Superior de Justicia de Lima.
En 1988 fue nombrado Juez Superior titular de la Corte Superior de Justicia de Lima.
En 2002 fue nombrado Vocal de la Corte Suprema de Justicia del Perú.
En noviembre de 2006, fue destituido por el Consejo Nacional de la Magistratura; sin embargo, dicho proceso pasó al Tribunal Constitucional, el cual ordenó la reincorporación de Walde Jáuregui como Juez Supremo en el plazo de dos días.
Fue presidente de la Sala Civil Transitoria y presidente de la Sala de Derecho Constitucional y Social (2016-2018). 
En diciembre de 2018 fue elegido por la Corte Suprema como Jefe de la Oficina de Control de la Magistratura (OCMA), cargo que ejerció desde el 2 de enero de 2019 hasta el 26 de noviembre del mismo año.
Fue cesado de la Corte Suprema en noviembre de 2019 por límite de edad.

### Carrera profesional
Fue Abogado del Arzobispado de Lima en el proceso contra la Pontificia Universidad Católica del Perú.
Es docente de la Universidad de San Martín de Porres.